# Geoff Finch
Geoff Finch (Oshawa, Ontario, 1972. április 8. –) kanadai profi jégkorongozó kapus.

## Pályafutása
Komolyabb junior karrierjét a Brown Egyetemen kezdte 1990-ben. 1994-ig volt az egyetemi csapat tagja. Az 1991-es NHL-drafton a Minnesota North Stars választotta ki a hetedik kör 137. helyén. Az NHL-ben sosem játszott. 1994-ben az ECHL-es Wheeling Thunderbirdsben kezdte meg a felnőtt karrierjét. Még ebben az évben felhívták az AHL-es Cape Breton Oilers négy mérkőzésre. A következő szezonban a Wheeling Thunderbirdsben és a szintén ECHL-es Raleigh Icecapsben játszott. 1996-ban vonult vissza.

## Díjai
- NCAA (ECAC) All Rookie Csapat: 1991
- NCAA (ECAC) Az év újonca: 1991
- NCAA (ECAC) Első All-Star Csapat: 1994